# 공작산
공작산(孔雀山)은 대한민국 강원특별자치도 홍천군에 있는 높이 887m의 한국의 화강암 산이다. 이곳 산기슭에는 수타사가 있다.

## 같이 보기
- 한국의 산
- 수타사
- 홍천군의 지질